# Chodsigoa smithii
Chodsigoa smithii är en däggdjursart som beskrevs av Thomas 1911. Chodsigoa smithii ingår i släktet Chodsigoa och familjen näbbmöss. IUCN kategoriserar arten globalt som nära hotad. Inga underarter finns listade i Catalogue of Life.
Artepitetet i det vetenskapliga namnet hedrar naturforskaren J. A. C. Smith.
Arten når en kroppslängd (huvud och bål) av 72 till 96 mm och en svanslängd av 92 till 108 mm. Den har 16 till 19 mm långa bakfötter. Ryggen är täckt av mörk gråbrun päls och på undersidan finns ljusare päls. Även svansen är uppdelad i en brun ovansida och en vitaktig undersida. På ovansidan av händer och fötter förekommer ljusbruna hår.
Denna näbbmus förekommer med flera populationer i Kina i provinserna Chongqing, Hubei, Shaanxi och Sichuan. Vanligast är arten i bergstrakter över 3000 meter över havet. Habitatet utgörs av bergsskogar. I samma utbredningsområde förekommer även Chodsigoa hypsibia.
Antaglig har arten bra förmåga att klättra i växtligheten.